# Leopoldsdorf (Bezirk Bruck an der Leitha)
Leopoldsdorf ist eine Marktgemeinde mit 5613 Einwohnern (Stand 1. Jänner 2025) im Bezirk Bruck an der Leitha in Niederösterreich.

## Geografie

### Geografische Lage
Leopoldsdorf liegt im Industrieviertel in Niederösterreich, am Südrand von Wien. Die Fläche der Gemeinde umfasst 6,97 Quadratkilometer. Die Hälfte wird landwirtschaftlich genutzt, fünfzehn Prozent sind Gärten und rund ein Prozent der Fläche ist bewaldet. Durch das Gemeindegebiet fließt der Petersbach.

Leopoldsdorf und Umgebung um das Jahr 1873
(Aufnahmeblatt der Landesaufnahme)

### Gemeindegliederung
Die Gemeinde besteht aus der einzigen gleichnamigen Ortschaft bzw. aus zwei Katastralgemeinden:
- Leopoldsdorf (592,08 ha)
- Rustenfeld (105,71 ha)

Die Siedlung Rustenfeld ist ein Ortsteil der Ortschaft Leopoldsdorf.

### Nachbargemeinden
|                              | Wien                                        |                  |
| Hennersdorf (Bezirk Mödling) | Kompassrose, die auf Nachbargemeinden zeigt | Lanzendorf       |
|                              | Achau (Bezirk Mödling)                      | Maria-Lanzendorf |

## Geschichte
Das Gebiet von Leopoldsdorf ist altes Siedlungsgebiet, wie Funde von Gräberfeldern aus der Bronzezeit zeigen. Zur Zeit der Römischen Besatzung war es Teil von Pannonia Superior. Im 8. und im 9. Jahrhundert wanderten fränkische Siedler ein. Nach der Schlacht am Lechfeld im Jahr 955 wurden strategisch Urwald und Sumpfgebiete in fruchtbaren Boden umgewandelt und mit der Ostmark ein Bollwerk gegen weitere ungarische Angriffe geschaffen.
Der Ort entstand rund um das Schloss Luipolzdorf (Leopoldsdorf), das um 1200 erstmals als Besitz von Herzog Friedrichs II. erwähnt wird. Dieser schenkte das Schloss dem Minnesänger Ritter Tannhäuser, 1293 kam es in den Besitz von Ortulf von Leupolzdorf.
Im Jahr 1523 kaufte der Schwabe Marcus von Beckh den Ansitz. Er machte am Hof des späteren Kaisers Ferdinand I. Karriere und wurde als Beck von Leopoldsdorf geadelt. Bis 1527 war Leopoldsdorf Teil der Pfarre Maria Lanzendorf, dann wurde es eine eigenständige Pfarre, zu der auch Hennersdorf gehörte.
Beginnend mit 1581 wurde das Schloss um einen Wassergraben erweitert und im Renaissance-Stil umgebaut. Nach großen Schäden beim Einfall der Osmanen 1683 wurden Wassergraben und Festungsmauern des Schlosses nicht wieder errichtet.
Die Eröffnung des der Wiener Neustädter Kanals 1803 ermöglichte einen wirtschaftlichen Aufschwung von Leopoldsdorf. Die reichen Tonvorkommen wurden zum Brennen von Ziegeln genutzt. Der Kanal ermöglichte einen kostengünstigen Transport nach Wien, wo der Bedarf an Baumaterialien in der Gründerzeit rasant stieg. Ein Pferd konnte einen 23 Meter langen, 2 Meter breiten und bis zu 30 Tonnen schweren Schleppkahn mit 4 km/h ziehen, schaffte also die zwölf Kilometer nach Wien in wenigen Stunden. Es entstanden viele neue Arbeitsplätze, sodass Saisonarbeiter aus Ungarn und Böhmen nach Leopoldsdorf kamen. An Sonntagen wurde der Kanal von Adeligen zur Ausfahrt nach Laxenburg mit reich geschmückten Kähnen genutzt. Das Ortsbild änderte sich. Die Bauernhöfe verschwanden, die Hauptstraße wurde zur Geschäftsstraße.
Durch die Konkurrenz mit der Eisenbahn wurde die planmäßige Schifffahrt 1879 eingestellt, Anfang des 20. Jahrhunderts gingen auch die Geschäfte in den Ziegelwerken zurück, sodass viele Arbeiter entlassen wurden. Die Ziegelproduktion wurde 1987 eingestellt. 1999 wurde Leopoldsdorf zum Markt erhoben und 2014 ein Biomasse-Heizwerk in Betrieb genommen.
Nach dem Anschluss Österreichs an das Dritte Reich im Jahre 1938 wurde der Ort als Teil des neugeschaffenen 23. Bezirks Schwechat nach Groß-Wien eingegliedert. Die Gemeinde wurde 1954 durch die Abtrennung von Wien wieder selbständig.
Im September 2015 wurde bekannt, dass der Bezirk Wien-Umgebung aufgelöst wird. Leopoldsdorf sollte ursprünglich Teil des Bezirks Mödling werden. Nach Einsprüchen von Bürgern wurde Leopoldsdorf jedoch dem Bezirk Bruck an der Leitha zugeordnet, dem es seit 1. Jänner 2017 angehört.

### Bevölkerungsentwicklung

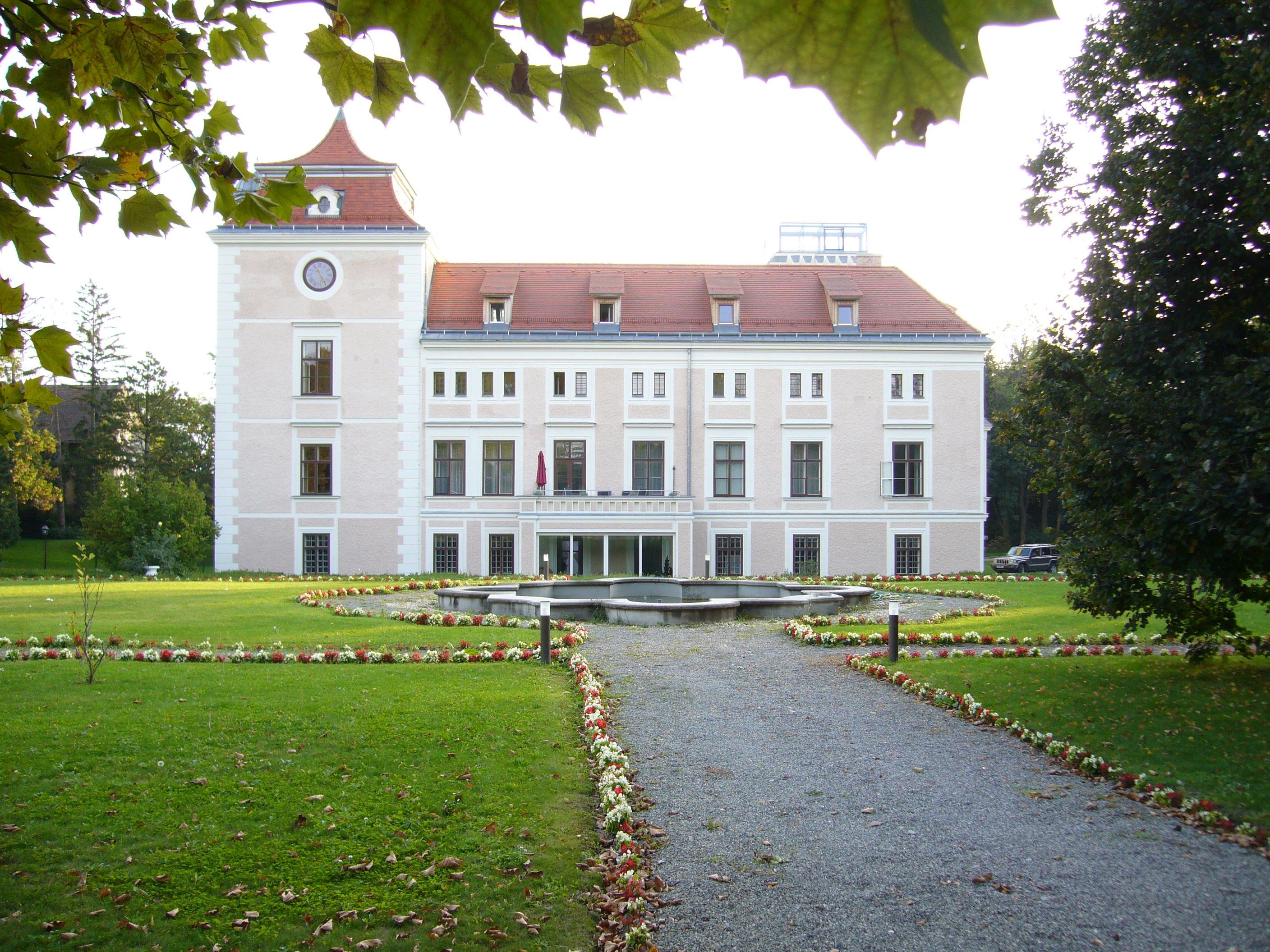
Schloss Leopoldsdorf

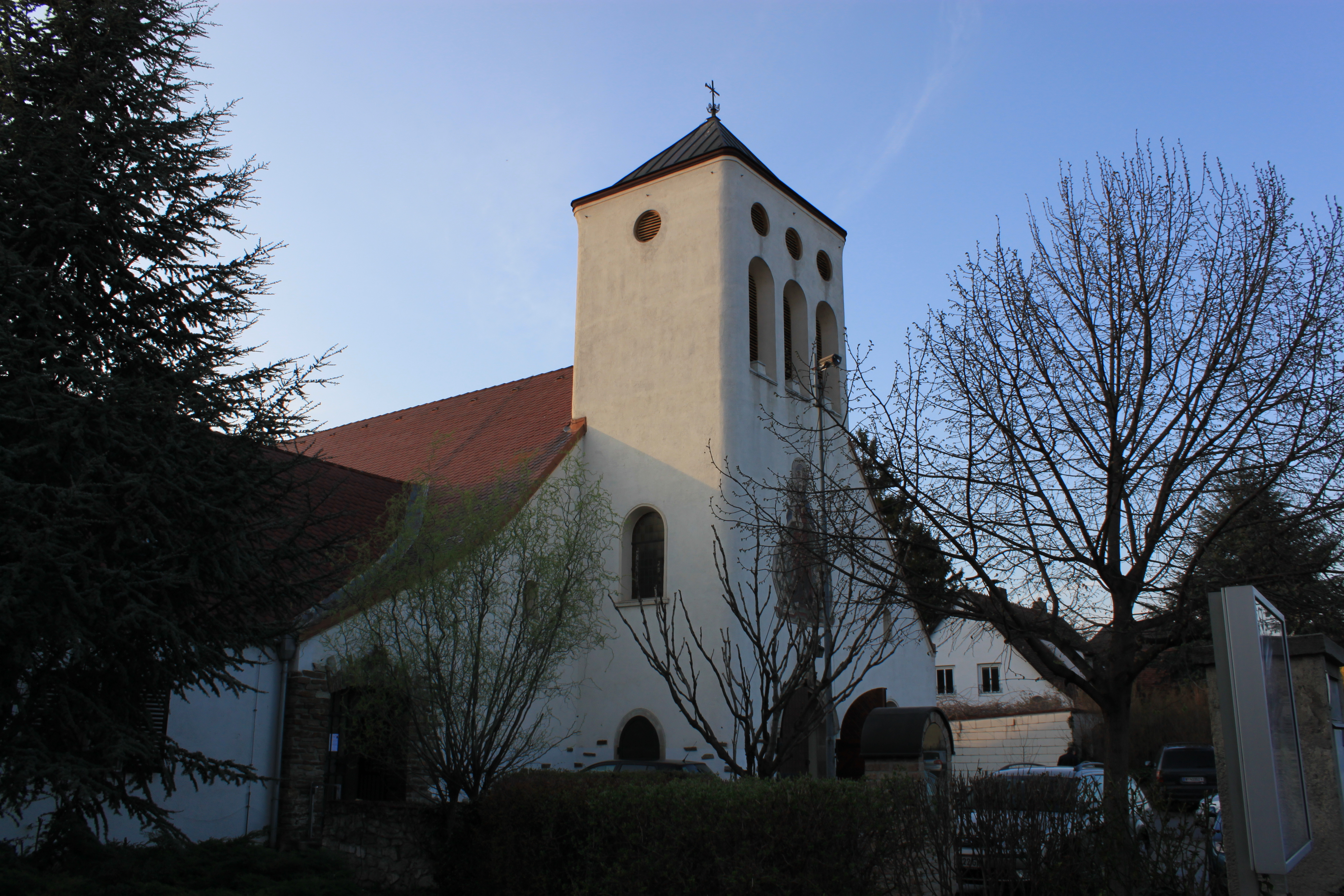
Pfarrkirche Leopoldsdorf

| Leopoldsdorf: Einwohnerzahlen von 1869 bis 2025     | Leopoldsdorf: Einwohnerzahlen von 1869 bis 2025 | Leopoldsdorf: Einwohnerzahlen von 1869 bis 2025 | Leopoldsdorf: Einwohnerzahlen von 1869 bis 2025 | Leopoldsdorf: Einwohnerzahlen von 1869 bis 2025 |
| --------------------------------------------------- | ----------------------------------------------- | ----------------------------------------------- | ----------------------------------------------- | ----------------------------------------------- |
| Jahr                                                |                                                 |                                                 |                                                 | Einwohner                                       |
| 1869                                                | 1869                                            |                                                 | 1.111                                           | 1.111                                           |
| 1880                                                | 1880                                            |                                                 | 1.005                                           | 1.005                                           |
| 1890                                                | 1890                                            |                                                 | 1.395                                           | 1.395                                           |
| 1900                                                | 1900                                            |                                                 | 1.772                                           | 1.772                                           |
| 1910                                                | 1910                                            |                                                 | 1.776                                           | 1.776                                           |
| 1923                                                | 1923                                            |                                                 | 1.629                                           | 1.629                                           |
| 1934                                                | 1934                                            |                                                 | 2.201                                           | 2.201                                           |
| 1939                                                | 1939                                            |                                                 | 2.300                                           | 2.300                                           |
| 1951                                                | 1951                                            |                                                 | 2.460                                           | 2.460                                           |
| 1961                                                | 1961                                            |                                                 | 2.504                                           | 2.504                                           |
| 1971                                                | 1971                                            |                                                 | 2.424                                           | 2.424                                           |
| 1981                                                | 1981                                            |                                                 | 2.413                                           | 2.413                                           |
| 1991                                                | 1991                                            |                                                 | 2.627                                           | 2.627                                           |
| 2001                                                | 2001                                            |                                                 | 3.436                                           | 3.436                                           |
| 2011                                                | 2011                                            |                                                 | 4.780                                           | 4.780                                           |
| 2021                                                | 2021                                            |                                                 | 5.272                                           | 5.272                                           |
| 2025                                                | 2025                                            |                                                 | 5.613                                           | 5.613                                           |
| Quelle(n): Statistik Austria, Gebietsstand 1.1.2021 |                                                 |                                                 |                                                 |                                                 |

## Kultur und Sehenswürdigkeiten
- Schloss Leopoldsdorf
- Pfarrkirche Leopoldsdorf
- AG34-Haus (Orts- und Ziegeleimuseum)

## Wirtschaft und Infrastruktur

### Wirtschaftssektoren
Von den drei landwirtschaftlichen Betrieben des Jahres 2010 wurden zwei im Haupt- und einer im Nebenerwerb geführt. Siebzig Prozent der Erwerbstätigen des Produktionssektors arbeiteten im Bereich Herstellung von Waren. Die größten Arbeitgeber des Dienstleistungssektors waren die Bereiche Handel (667), Verkehr (413), freiberufliche Tätigkeiten (132) und soziale und öffentliche Dienste (127 Erwerbstätige).
| Wirtschaftssektor            | Anzahl Betriebe | Anzahl Betriebe | Erwerbstätige | Erwerbstätige |
| Wirtschaftssektor            | 2011            | 2001            | 2011          | 2001          |
| ---------------------------- | --------------- | --------------- | ------------- | ------------- |
| Land- und Forstwirtschaft 1) | 3               | 4               | 8             | 7             |
| Produktion                   | 34              | 27              | 187           | 253           |
| Dienstleistung               | 265             | 133             | 1415          | 1033          |

1) Betriebe mit Fläche in den Jahren 2010 und 1999
| Im Jahr 2011 lebten 2400 Erwerbstätige in Leopoldsdorf. Davon arbeiteten rund 300 in der Gemeinde, beinahe neunzig Prozent pendelten aus. Dafür kamen mehr als 1300 Menschen aus der Umgebung zur Arbeit nach Leopoldsdorf. | Die zur Anzeige dieser Grafik verwendete Erweiterung wurde dauerhaft deaktiviert. Wir arbeiten aktuell daran, diese und weitere betroffene Grafiken auf ein neues Format umzustellen. (Mehr dazu) |

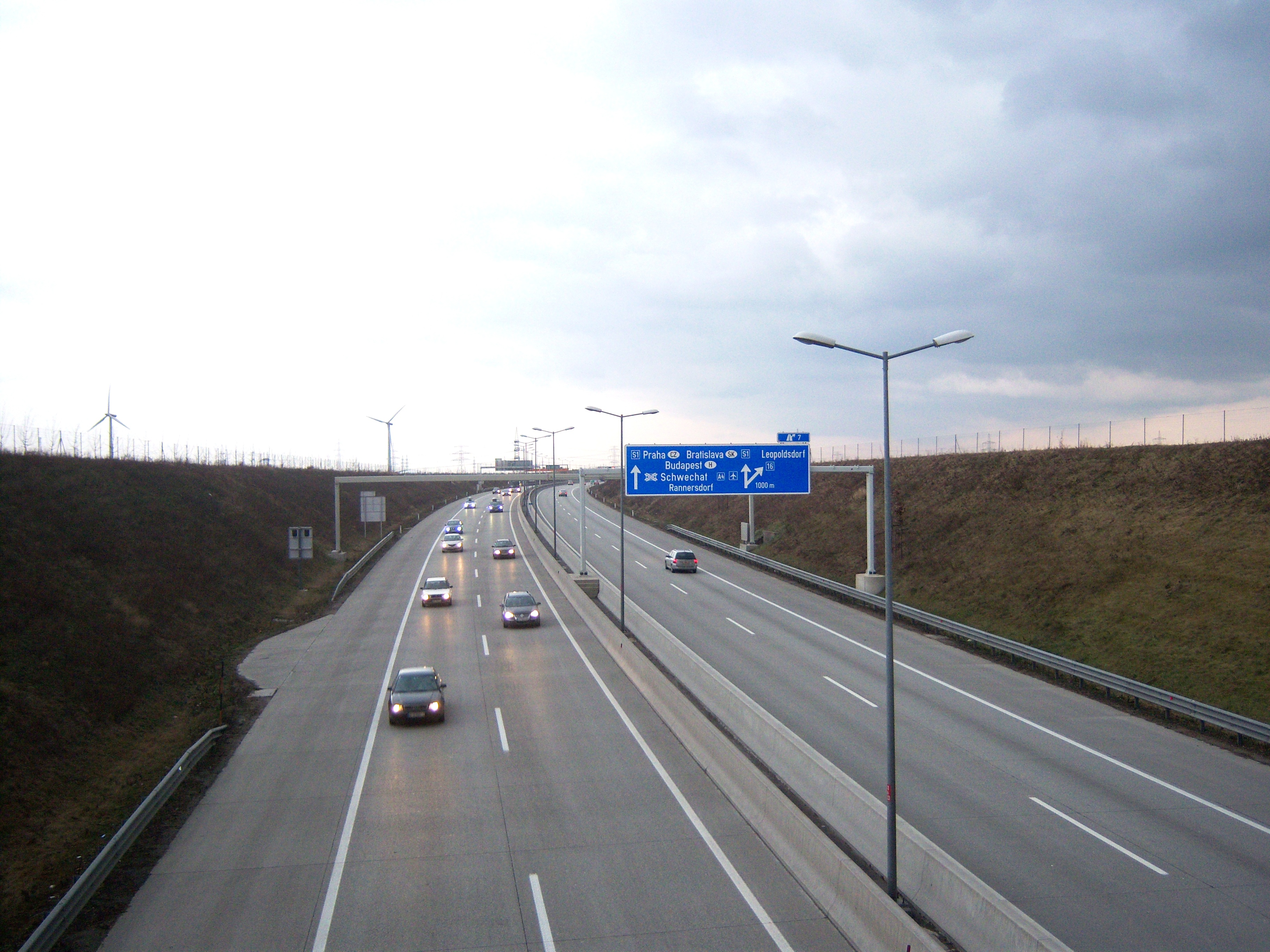
Anschlussstelle Leopoldsdorf der S1.

- Öffentlicher Verkehr: In der Hauptverkehrszeit fahren etwa viertelstündlich Busse zur U-Bahnstation Wien Oberlaa.[11]
- Straße: An der Nordgrenze der Gemeinde verläuft die Wiener Außenring Schnellstraße S1.
- Rad: Für Radfahrer bieten sich die Radwege „Weg der Ziegelbarone“ und der „Thermenradweg“ an.[12]

### Öffentliche Einrichtungen
In Leopoldsdorf befinden sich zwei gemeinde-eigene und ein privater Kindergarten sowie  eine Volksschule.

## Politik

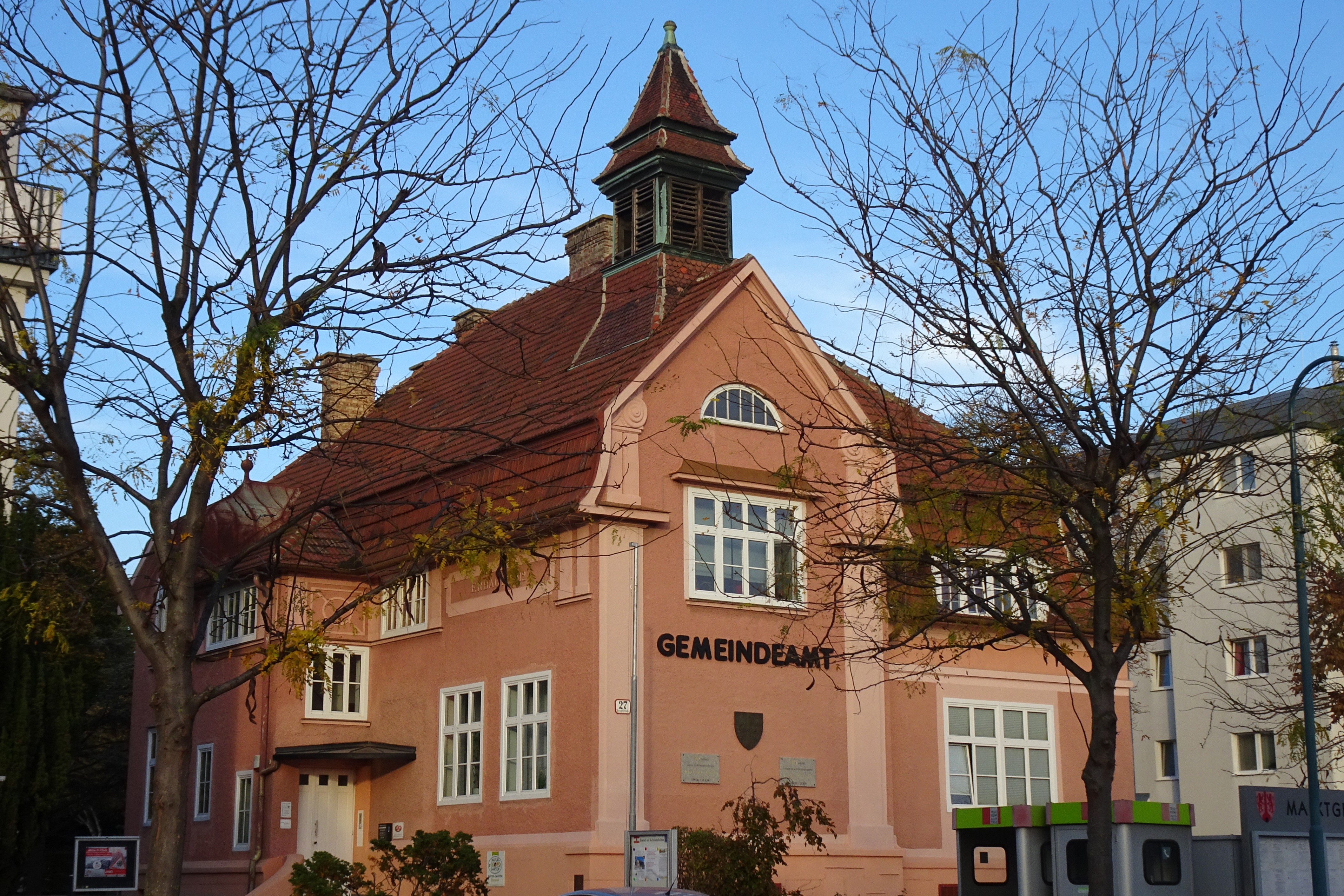
Das Gemeindeamt ist in einer lt. Inschrift 1912 erbauten Villa untergebracht

### Gemeinderat
Der Gemeinderat hat 25 Mitglieder.
- Nach den Gemeinderatswahlen in Niederösterreich 1990 hatte der Gemeinderat folgende Verteilung: 10 SPÖ, 5 BIL, 4 ABOU-HARB und 2 ÖVP.
- Nach den Gemeinderatswahlen in Niederösterreich 1995 hatte der Gemeinderat folgende Verteilung: 8 SPÖ, 6 ÖVP, 4 ABOU-HARB, 2 BIL und 1 FPÖ.[15]
- Nach den Gemeinderatswahlen in Niederösterreich 2000 hatte der Gemeinderat folgende Verteilung: 11 SPÖ, 5 ÖVP, 2 ABOU-HARB, 2 FPÖ und 1 BIL.[16]
- Nach den Gemeinderatswahlen in Niederösterreich 2005 hatte der Gemeinderat folgende Verteilung: 11 SPÖ, 9 ÖVP, 2 ABOU-HARB und 1 GRÜNE.[17]
- Nach den Gemeinderatswahlen in Niederösterreich 2010 hatte der Gemeinderat folgende Verteilung: 8 ÖVP, 7 SPÖ, 4 Bürgerliste Leopoldsdorf aktiv, 2 ABOU-HARB, 1 FPÖ und 1 GRÜNE.[18]
- Nach den Gemeinderatswahlen in Niederösterreich 2015 hatte der Gemeinderat folgende Verteilung: 12 ÖVP, 7 Bürgerliste Leopoldsdorf aktiv,  5 SPÖ und 1 FPÖ.[19]
- Nach den Gemeinderatswahlen in Niederösterreich 2020 hatte der Gemeinderat folgende Verteilung: 11 ÖVP, 9 Bürgerliste Leopoldsdorf aktiv und 5 SPÖ.[20]
- Nach den Gemeinderatswahlen in Niederösterreich 2025 hat der Gemeinderat folgende Verteilung: 11 SPÖ, 10 ÖVP, 6 Bürgerliste Leopoldsdorf und 2 FPÖ.[21]

### Bürgermeister
- 1990–2005 Erich Schmidt (SPÖ)[22]
- 2005–2007 Johann Mosandl (ÖVP)
- 2007 Heinrich Ortner (ÖVP)
- 2007–2010 Helmut Schiessler (SPÖ)
- seit 2010 Fritz Blasnek (ÖVP)

### Wappen
Der Gemeinde wurde 1994 ein Gemeindewappen verliehen:
Blasonierung:
„In Gold ein roter, gequaderter Ringziegelofen mit Schornstein und schwarzer Türöffnung, begleitet von zwei aufgerichteten, einander zugewendeten, herschauenden, doppelschwänzigen, roten Löwen.“

## Persönlichkeiten
- Markus Beck von Leopoldsdorf (1491–1553), Adliger und niederösterreichischer Kanzler
- Willy Dirtl (1931–2019), Balletttänzer und Choreograf
- Gerhard Razborcan (* 1960), Politiker, von 2005 bis 2007 Vizebürgermeister von Leopoldsdorf